# 倉田博基
倉田 博基（くらた ひろき） は、日本の化学者。京都大学名誉教授。日本顕微鏡学会学会賞（瀬藤賞）受賞。

## 人物・経歴
愛媛県出身。1976年愛媛県立松山東高等学校卒業。1980年名古屋工業大学工学部繊維高分子工学科卒業。1986年京都大学大学院理学研究科化学専攻博士課程修了。1998年日本電子顕微鏡学会論文賞受賞。2003年日本顕微鏡学会学会賞（瀬藤賞）受賞。京都大学化学研究所助手、日本原子力研究所東海研究所研究員、京都大学化学研究所助教授、同教授を経て、2015年京都大学化学研究所附属先端ビームナノ科学センター長。2023年京都大学名誉教授。